# Capitoli di Monster

Copertina del primo volume dell'edizione italiana

Questa è la lista dei capitoli di Monster, manga di Naoki Urasawa. L'opera è stata pubblicata in Giappone a cadenza periodica sulla rivista Big Comic Original di Shōgakukan da dicembre 1994 a dicembre 2001. I 162 capitoli sono stati in seguito raccolti in 18 volumi tankōbon, usciti tra il 30 giugno 1995 e il 28 febbraio 2002. Tra il 30 gennaio e il 29 agosto 2008, Monster è stato ripubblicato in una nuova edizione kanzenban in nove volumi.
L'opera è stata esportata in tutto il mondo e pubblicata in Nord America da Viz Media, in Germania da Egmont Manga & Anime, in Francia e Paesi Bassi da Kana, in Spagna da Planeta DeAgostini, in Brasile da Conrad Editora, in Argentina da Larp Editores, a Taiwan da Tong Li Publishing e in Messico da Grupo Editorial Vid. Un adattamento in italiano è stato edito dalla Panini Comics in 18 volumi corrispondenti agli originali giapponesi e pubblicati a cadenza mensile da ottobre 2003 a marzo 2005. L'edizione Monster Deluxe, in nove albi, adatta invece la kanzenban giapponese e comprende alcune pagine a colori e una traduzione rivista e corretta; essa è stata pubblicata bimestralmente dal 31 ottobre 2010 al 18 febbraio 2012.

## Lista volumi
| Nº | Titolo italiano Giapponese 「Kanji」 - Rōmaji | Data di prima pubblicazione          | Data di prima pubblicazione |
| Nº | Titolo italiano Giapponese 「Kanji」 - Rōmaji | Giapponese                           | Italiano                    |
| 1  | Herr Doktor Tenma 「ヘルＤｒ．テンマ」 - Heru Dokutā Tenma | 30 giugno 1995 ISBN 4-09-183651-8    | 9 ottobre 2003              |
| 1  | Capitoli - 1. Herr Doktor Tenma (ヘルDr.テンマ?, Heru Dokutā Tenma) - 2. Ucciso... (ころして?, Koroshite) - 3. Decadimento (転落?, Tenraku) - 4. Fratello e sorella (兄･妹?, Ani imōto) - 5. Assassinio (殺人事件?, Satsujinjiken) - 6. L'uomo della BKA (BKAの男?, BKA no otoko) - 7. Il mostro (「モンスター」?, Monsutā) - 8. Notte di giustizia (処刑の夜?, Shokei no yoru) |                                      |                             |
| 1  | Trama Nel 1986 un funzionario della Germania Est riceve asilo politico a Düsseldorf con la famiglia, ma una notte è ucciso insieme alla moglie mentre il loro figlio Johan Liebert viene ferito in testa da una pallottola e sua sorella gemella Anna subisce un profondo shock. Il dottor Kenzo Tenma, giovane e brillante primario di neurochirurgia, riesce a salvare Johan con un'operazione, disubbidendo però al direttore dell'ospedale che gli aveva ordinato di occuparsi del sindaco malato. Kenzo viene dunque degradato e il suo fidanzamento con Eva Heinemann, figlia del direttore, annullato. Durante la loro degenza i due gemelli scompaiono però dalla struttura, mentre il direttore Heinemann e due suoi uomini di fiducia muoiono avvelenati. Nove anni dopo, Tenma, promosso a direttore di dipartimento, salva la vita a uno scassinatore investito durante una fuga. L'uomo sembra coinvolto negli omicidi di alcune coppie di coniugi senza figli e all'ispettore Lunge ripete terrorizzato che un mostro sta arrivando. Il paziente fugge e Kenzo lo insegue, scoprendo che lui e i suoi compagni sono stati assoldati da Johan, il quale si sbarazza anche di Junkers. Prima di andarsene Johan rivela a Tenma di sentirsi in debito con lui e di aver ucciso anche i tre direttori nove anni prima, e afferma che nessuno deve conoscere il suo passato. Kenzo racconta tutto alla polizia, ma Lunge sospetta ancora che invece sia tutta opera sua. |                                      |                             |
| 2  | Surprise Party 「戦慄の誕生日」 - Senritsu no tanjō bi | 30 settembre 1995 ISBN 4-09-183652-6 | 6 novembre 2003             |
| 2  | Capitoli - 9. La ragazza di Heidelberg (ハイデルベルクの少女?, Haideruberuku no shōjo) - 10. Il principe azzurro (白馬の王子様?, Hakuba no ōji-sama) - 11. L'articolo della scomparsa (失踪記事?, Shissō kiji) - 12. Festa a sorpresa (戦慄の誕生日?, Senritsu no tanjōbi) - 13. La casa della tragedia (惨劇の館?, Sangeki no kan) - 14. Lei non è cattivo (あなたは悪くない?, Anata wa waruku nai) - 15. Un uomo in fuga (追われる男?, Owareru otoko) - 16. Il veterano e la bambina (老兵と少女?, Rōhei to shōjo) |                                      |                             |
| 2  | Trama Messosi sulle tracce di Johan, Kenzo scopre che i coniugi uccisi sono le famiglie con cui il ragazzo ha vissuto negli anni come figlio adottivo e di cui poi si è sbarazzato. Un anziano soldato che Johan frequentava racconta a Tenma di quanto il ragazzo fosse interessato a conoscere la paura umana e che sarebbe tornato a prendere la sua gemella a Heidelberg al compimento dei vent'anni. Anna, che da nove anni si chiama Nina Fortner, studia legge, vive serenamente con la famiglia adottiva e non ha alcun ricordo dei suoi primi dieci anni di vita. Kenzo, con l'aiuto del giornalista Maurer, riesce a individuarla e a salvarla da uno sgherro di Johan ma, tornati a casa, i due trovano Maurer e i coniugi Fortner assassinati; vengono quindi aiutati dai poliziotti Messner e Müller, tuttavia Tenma intuisce che sono stati loro a compiere la strage e riesce a fuggire con Nina. La strage fa recuperare a Nina la memoria e quindi racconta a Kenzo di come Johan abbia ucciso tutti coloro che avessero avuto a che fare con loro e che per questo gli sparò quando egli uccise i Liebert, dopodiché se ne va lasciando scritto al dottore che sarà lei ad occuparsi del fratello. Seguendo le tracce degli omicidi di Heidelberg, Lunge trova la cravatta di Tenma sul luogo del delitto e si presenta da Eva per averne la conferma. In seguito al rifiuto di Kenzo di ricominciare la loro storia, Eva lo incolpa di aver ucciso i tre direttori nove anni prima. Lunge e la polizia circondano l'ospedale ma l'aiuto dei pazienti permette al dottore di fuggire. Per uccidere Johan, Kenzo trascorre cinque mesi in compagnia di un veterano di guerra che lo allena e gli insegna a sparare. In seguito quest'ultimo si rifiuta di rivelare a Lunge dove Tenma è diretto. |                                      |                             |
| 3  | 511 Kinderheim 「５１１キンダーハイム」 - 511 Kindāhaimu | 27 aprile 1996 ISBN 4-09-183653-4    | 11 dicembre 2003            |
| 3  | Capitoli - 17. Il passato cancellato (消された過去?, Kesareta kako) - 18. La legge dell'avvocato (ローヤーの法則?, Rōyā no hōsoku) - 19. 511 Kinderheim (５１１キンダーハイム?, 511 Kindāhaimu) - 20. Il progetto (プロジェクト?, Purojekuto) - 21. Piccoli esperimenti (ささやかな実験?, Sasayaka na jikken) - 22. Petra e Schumann (ペトラとシューマン?, Petora to Shūman) - 23. Petra e Heinz (ペトラとハインツ?, Petora to Haintsu) - 24. L'uomo abbandonato (残された男?, Nokosareta otoko) |                                      |                             |
| 3  | Trama Mentre indaga su un nuovo omicidio di coniugi, Kenzo incontra Heckel, un ladruncolo che gli propone di diventare un medico per la malavita. I due trovano l'assassino, che prima di suicidarsi comunica a Tenma il messaggio di Johan. Kenzo si dirige dunque a Berlino Est, dove scopre che prima di venir adottati dai Liebert, Anna stava in un orfanotrofio normale, mentre Johan al 511 Kinderheim, un luogo in cui i bambini venivano cresciuti con metodi violenti per studiare la psiche umana. Tenma salva il piccolo Dieter dalle violenze di Hartmann, uno psichiatra che vi lavorava, e apprende che dieci anni prima Johan fece in modo che bambini e insegnanti della struttura si ammazzassero a vicenda. Con Dieter al seguito, Kenzo continua il suo viaggio alla ricerca di Johan o del generale Wolf, colui che portò Johan al 511. Intanto, Lunge indaga su un omicidio in cui è invischiato un importante politico, il cui segretario si suicida per la pressione ricevuta. All'ispettore vengono quindi revocati tutti gli incarichi e decide di concentrarsi su Tenma, di cui ritiene Johan sia una doppia personalità. Lunge riceve dunque la visita di Eva. |                                      |                             |
| 4  | Ayse's Friend 「アイシェの友達」 - Aishe no tomodachi | 30 agosto 1996 ISBN 4-09-183654-2    | 15 gennaio 2004             |
| 4  | Capitoli - 25. La donna abbandonata (残された女?, Nokosareta onna) - 26. Be My Baby (ローヤーの法則?, ビー・マイ・ベイビー, Bī Mai Beibī) - 27. Il professor Gehrderitz (ゲーデリッツ教授?, Gēderittsu-kyōju) - 28. L'amica di Ayse (アイシェの友達?, Aishe no tomodachi) - 29. La confessione di Volf (ヴォルフの告白?, Vorufu no kokuhaku) - 30. Portata principale (メインディッシュ?, Mein Disshu) - 31. Rincontro (再開?, Saikai) - 32. Cinque cucchiaini di zucchero (五杯目の砂糖?, Go haime no satō) |                                      |                             |
| 4  | Trama Delusa sempre più della propria vita e colma di rancore verso Tenma, Eva dà fuoco alla propria casa e se ne va. Intanto, sia Nina che Kenzo giungono a Francoforte in cerca dell'ex-agente Messner, ora al servizio del "Bambino", un leader di estrema destra che agisce per conto di un'organizzazione che vuol fare di Johan un nuovo Hitler. Grazie al Bambino, Nina incontra il professor Göderitz, uno dei quattro capi dell'organizzazione insieme al generale Wolf, il quale la trattiene per far sì che Johan venga a cercarla. Kenzo è stato intanto catturato dal Bambino ma viene salvato dagli uomini di Wolf, il quale gli rivela che fu lui a salvare i gemelli dopo che oltrepassarono il confine dalla Cecoslovacchia e che Johan ha in seguito ucciso tutte le persone care a Wolf per fargli provare la solitudine. Il generale chiede dunque a Tenma di uccidere Johan, il quale ha già ucciso Göderitz e i suoi uomini, lasciando un messaggio a Nina e Kenzo per far intendere loro di avere una doppia personalità. Nel frattempo i neonazisti del Bambino appiccano un incendio al quartiere turco della città ma il loro piano viene sventato da Kenzo, Nina, Heckel e Dieter. Nina, decisa a porre fine alle sofferenze del fratello, parte per uccidere Johan. |                                      |                             |
| 5  | After the Carnival 「カーニバルのあと・・・」 - Kānibaru no ato... | 2 aprile 1997 ISBN 4-09-183655-0     | 12 febbraio 2004            |
| 5  | Capitoli - 33. L'abisso del mostro (怪物の深淵?, Kaibutsu no shinen) - 34. Il ripostiglio di Jurgens (ユンゲルスの物置き?, Yungerusu no mono oki) - 35. Dopo le giostre (カーニバルのあと・・・?, Kānibaru no ato…) - 36. Viaggio a Freiham (フラハイムへの旅?, Furahaimu e no tabi) - 37. Vacanza felice (幸せな休日?, Shiawase na kyūjitsu) - 38. La pistola della vendetta (復讐の銃口?, Fukushū no jūkō) - 39. Domani sarà sereno (明日は晴れる?, Ashita wa hareru) - 40. L'attesa di Lunge (ルンゲの期待?, Runge no kitai) - 41. La trappola di Lunge (ルンゲの罠?, Runge no wana) |                                      |                             |
| 5  | Trama L'ex-agente Müller, che vive sereno a Nizza con la famiglia e la guardia del corpo Roberto, assume un detective per capire chi ha ucciso il collega Messner. Quando scopre che è stato Roberto, il detective viene a sua volta eliminato dall'uomo, che si rivela essere un devoto a Johan. Nina aiuta Müller a fuggire, ma quest'ultimo, mortificato per la strage dei Fortner, viene mortalmente ferito per salvarla dagli uomini di Roberto. Intanto Kenzo fa visita al suo vecchio compagno di corso Rudy Gillen, luminare della psicologia criminale che sta seguendo gli omicidi di un molestatore seriale, Peter Jurgens. Gillen crede che Tenma menta e che Johan non esista, ma cambia idea quando scopre che il mandante di uno dei crimini di Jurgens fu proprio Johan. Kenzo viene poi attirato da un omicidio di coniugi che somiglia a quelli perpetrati da Johan, ma si tratta di una trappola di Lunge per farlo uscire allo scoperto. Sul punto di arrestare Tenma, Lunge viene accoltellato dal nipote dei coniugi, in quanto sapeva essere il vero assassino. |                                      |                             |
| 6  | The Secret Woods 「秘密の森」 - Himitsu no mori | 30 maggio 1997 ISBN 4-09-183656-9    | 11 marzo 2004               |
| 6  | Capitoli - 42. Confronto (対決?, Taiketsu) - 43. Toccare il fondo (転落の果て?, Tenraku no hate) - 44. La confessione di Eva (エヴァの告白?, Eva no kokuhaku) - 45. La tavolata degli uomini (男達の食卓?, Otoko-tachi no shokutaku) - 46. Il nemico invisibile (見えざる敵?, Miezaru teki) - 47. Il ragazzo del martedì (火曜日の青年?, Kayōbi no seinen) - 48. Il ragazzo del giovedì (木曜日の青年?, Mokuyōbi no seinen) - 49. Il mistero irrisolto (残された謎?, Nokosare ta nazo) - 50. La foresta del mistero (秘密の森?, Himitsu no mori) |                                      |                             |
| 6  | Trama Lunge si libera dell'assassino e raggiunge Tenma per farlo confessare di essere Johan, ma il dottore invece gli salva la vita. Altrove, Eva è avvicinata da Roberto, intenzionato ad avere le foto di Johan. Poiché un anno prima Eva ha visto Johan, Roberto vuole ucciderla ma viene ricattato con le foto e decide quindi di usare la donna per eliminare Tenma. Tuttavia, ella disubbidisce e viene allora gambizzata ma Kenzo e Dieter la salvano. Tenma si dirige a Monaco, dove cinque anni prima Johan aveva capitalizzato tutto il denaro illegale della Germania. Qui, il magnate Hans Schuwald viene frequentato da alcuni studenti, uno dei quali, Karl, è il figlio che l'uomo ebbe con la prostituta Margot Langer uccisa un anno prima. Insieme alla sua amica Lotte, Karl scopre da una finta Margot Langer che un altro studente dice di essere figlio di Schuwald, ma questi viene trovato morto suicida. Karl viene dunque avvicinato da un altro studente di Schuwald: Johan. Intanto Richard, un detective che Schuwald ha assunto, non crede che il ragazzo si sia suicidato e, dalla prostituta che si finge Margot, scopre che il giovane veniva manipolato da un altro ragazzo. |                                      |                             |
| 7  | Richard 「リヒァルト」 - Rihiaruto | 30 ottobre 1997 ISBN 4-09-183657-7   | 15 aprile 2004              |
| 7  | Capitoli - 51. Richard (リヒァルト?, Rihiaruto) - 52. L'evidenza (証拠の品?, Shōko no shina) - 53. In piena luce (白日の下に?, Hakujitsu no shita ni) - 54. Solo un unico caso (ただ一つの事件?, Tada hitotsu no jiken) - 55. Il viaggio di Johan (ヨハンへの旅?, Yohan e no tabi) - 56. Esecuzione capitale (処刑?, Shokei) - 57. Una decisione (ある決意?, Aru ketsui) - 58. La giornata di Rheihiwein (ライヒワインの日々?, Raihiwain no hibi) - 59. Verso la luce (白日の下へ?, Hakujitsu no shita e) |                                      |                             |
| 7  | Trama Johan rivela a Schuwald che Karl è suo figlio e si conquista la sua fiducia, divenendo il segretario del magnate. Intanto Richard scopre che vari casi di omicidio rimasti irrisolti sono legati a Johan e riguardavano persone care a Schuwald; intuisce così che il loro fine fosse di isolare l'uomo. Lo riferisce dunque al suo psicoterapeuta, il professor Reichwein, che contatta Gillen per avere informazioni su Jurgens e Tenma. Quando Gillen mostra una foto di Johan a Jurgens, egli si suicida. Nel frattempo Johan fa visita a Richard e, sfruttando i suoi fantasmi del passato, lo induce a ripiombare nell'alcolismo e a suicidarsi. Successivamente Reichwein viene aggredito da Roberto ma l'intervento di Kenzo, avvisato da Rudy, lo mette in salvo. Il gruppo comprende che l'obiettivo di Kenzo non è provare la propria innocenza e Dieter chiede a Reichwein di fermarlo prima che Tenma diventi un assassino. |                                      |                             |
| 8  | My Nameless Hero 「名なしのヒーロー」 - Nanashi no hīrō | 26 febbraio 1998 ISBN 4-09-183658-5  | 13 maggio 2004              |
| 8  | Capitoli - 60. Possibilità di prova (立証可能?, Risshō kanō) - 61. Dopo la festa (パーティーのあと?, Pātī no ato) - 62. Il santuario (聖域?, Seīki) - 63. Gioco d'infanzia (子どもの情景?, Kodomo no jōkei) - 64. Un patrimonio dell'umanità (人類の財産?, Jinrui no zaisan) - 65. La fine delle tenebre (闇の果て?, Yami no hate) - 66. Verso la luce (光を当てろ?, Hikari o atero) - 67. Io sono Tenma (私はテンマ?, Watashi wa Tenma) - 68. L'eroe senza nome (名なしのヒーロー?, Nanashi no hīrō) |                                      |                             |
| 8  | Trama Lunge discute di Tenma e Johan con Gillen, il quale lo indirizza a Monaco. Qui Lotte fa amicizia con Nina, la quale sta svolgendo delle ricerche sugli omicidi attorno a Schuwald. Intanto Johan sta trasmettendo a molti orfani la propria ideologia ed è a conoscenza del fatto che Tenma a breve cercherà di sparargli. Il giovane convince Schuwald a donare la sua collezione di libri alla biblioteca universitaria ma, sfogliando un libro illustrato di un autore ceco, urla e sviene in preda a un forte shock. Ripresosi, fa visita alla prostituta che si fingeva la madre di Karl e le dice di non essere più interessato a Schuwald. La donna lo minaccia ma viene uccisa da Roberto. Nel frattempo Lunge si sta immedesimando in Tenma e scopre che il libro illustrato che Johan si è procurato contiene le frasi che il ragazzo usava per far credere di avere una doppia personalità. Imbattendosi casualmente in Kenzo, anche Lotte si procura il libro; il dottore si nasconde quindi nella biblioteca per sparare a Johan in occasione della cerimonia del giorno dopo. |                                      |                             |
| 9  | A Nameless Monster 「なまえのないかいぶつ」 - Namae no nai kaibutsu | 30 maggio 1998 ISBN 4-09-183659-3    | 10 giugno 2004              |
| 9  | Capitoli - 69. L'addio al mostro (立証可能?, Risshō kanō) - 70. Il mostro del caos (パーティーのあと?, Pātī no ato) - 71. Il mostro senza nome (聖域?, Seīki) - 72. Il banchetto delle formiche (子どもの情景?, Kodomo no jōkei) - 73. Il diavolo negli occhi (人類の財産?, Jinrui no zaisan) - 74. La lettera di una madre (闇の果て?, Yami no hate) - 75. Le cicatrici del cuore (光を当てろ?, Hikari o atero) - 76. L'inferno negli occhi (私はテンマ?, Watashi wa Tenma) - 77. Le rane del paese incantato (名なしのヒーロー?, Nanashi no hīrō) |                                      |                             |
| 9  | Trama Reichwein va da Schuwald e gli racconta tutto ciò che sa su Johan. L'uomo intuisce che il giovane voglia prendere il suo posto ma si reca lo stesso alla cerimonia, dove però fa tornare a casa Karl per fargli leggere la lettera di Margot. Prima di poter sparare a Johan, Kenzo viene steso da Roberto, il quale resta sorpreso che Johan abbia cambiato idea dando fuoco all'intera biblioteca anziché uccidere Schuwald. Dopo aver sparato a Roberto e aver aiutato il pubblico a fuggire, Kenzo raggiunge Johan ma non riesce a ucciderlo. Anche Nina giunge sul posto ma lei e Schuwald vengono salvati da Tenma. In seguito Nina ricorda dove trascorse l'infanzia e parte con Dieter. Karl si reca a Dresda per portare a Kenzo il messaggio di Schuwald: la madre dei gemelli (amica di Margot) è viva e abita a Praga. |                                      |                             |
| 10 | Picnic 「ピクニック」 - Pikunikku | 30 ottobre 1998 ISBN 4-09-183660-7   | 8 luglio 2004               |
| 10 | Capitoli - 78. Grimmer (グリマー?, Gurimā) - 79. Picnic (ピクニック?, Pikunikku) - 80. Gli spettri del 511 (５１１の亡霊?, 511 no bōrei) - 81. Un nuovo esperimento (新たなる実験?, Arata naru jikken) - 82. La chiave (鍵?, Kagi) - 83. Le avventure del magnifico Steiner (超人シュタイナーの冒険?, Chōjin Shutainā no bōken) - 84. L'investigatore Suk (スーク刑事?, Sūku-keiji) - 85. Indagini strettamente confidenziali (極秘調査?, Gokuhi chōsa) - 86. La cosa importante (大切な物?, Taisetsu na mono) |                                      |                             |
| 10 | Trama Kenzo riesce a passare il confine grazie all'aiuto di Grimmer, un'ex-spia della Germania Est che ora fa il giornalista freelance. A Praga Grimmer si presenta a Petrov, ex-direttore del 511 Kinderheim, che ora sta gestendo illegalmente un altro orfanotrofio. Con sua sorpresa Grimmer scopre però che questa volta sta educando i bambini con amore, ma Petrov viene ucciso da una donna. In punto di morte l'uomo rivela a Grimmer come recuperare la chiave per la cassetta che contiene i dati degli esperimenti al 511 e una registrazione in cui Johan, sotto ipnosi, parla del suo passato. Grimmer viene poi torturato dall'ispettore Zeman e da due membri della scomparsa polizia segreta cecoslovacca, a cui Zeman vuole vendere la chiave. La donna, che si rivela essere Nina, uccide uno dei tre uomini, mentre Grimmer si "trasforma" e massacra gli altri due. L'agente Jan Suk, molto devoto a Zeman, scopre con rammarico che il suo superiore era corrotto e si infatua di Nina, la quale riesce ad avvelenare altri membri della polizia segreta infiltratisi nella polizia. Suk trova Grimmer, che gli racconta quanto sa e gli consegna la chiave della cassetta. |                                      |                             |
| 11 | The Dead Angle 「死角」 - Shikaku | 30 marzo 1999 ISBN 4-09-185271-8     | 5 agosto 2004               |
| 11 | Capitoli - 87. Le due oscurità (二つの闇?, Futatsu no yami) - 88. L'immagine del mostro (怪物の残像?, Kaibutsu no zanzō) - 89. Playback (録音再生?, Rokuon saisei) - 90. Intersezione (接点?, Setten) - 91. L'angolo morto (死角?, Shikaku) - 92. I ricordi del magnifico Steiner (超人シュタイナーの思い出?, Chōjin Shutainā no omoide) - 93. Il ricordo del cioccolato (ココアの記憶?, Kokoa no kioku) - 94. La porta dell'incubo (悪夢の扉?, Akumu no tobira) - 95. La cosa più temibile (一番怖いもの?, Ichiban kowai mono) |                                      |                             |
| 11 | Trama Suk confida a Nina di avere la chiave e questa gli rivela di chiamarsi Anna Liebert, ma in realtà si tratta di Johan sotto travestimento. Grimmer e Suk recuperano il nastro e ne ascoltano una parte. La polizia intanto sospetta che ci sia Suk dietro gli omicidi; così quando i due detective che lo stavano controllando vengono uccisi nel suo appartamento da Johan, Suk viene ricercato come indiziato. Notando la somiglianza con il proprio caso, Kenzo si mette sulle tracce di Suk e facendo visita a sua madre scopre dove sono nascosti lui e Grimmer. Questi ultimi vengono attaccati dalla polizia segreta, che ferisce Suk scatenando la trasformazione di Grimmer, il quale malmena gli aggressori. Kenzo presta soccorso a Suk, che viene però sequestrato dalla polizia segreta, in quanto il colonnello Ranke intende scambiarlo con il nastro. Ranke chiede a Grimmer, che crebbe al 511, se qui conobbe suo nipote e l'uomo rammenta di Adolf Reinhart, suo amico d'infanzia. Appresa la verità su Johan, Ranke informa Tenma che ad occuparsi dei gemelli fu il misterioso capitano Franz Bonaparta, l'autore di libri illustrati. Intanto, anche Nina è giunta a Praga con Dieter e comincia a recuperare frammenti della propria memoria. Nel frattempo Johan va dalla madre di Suk e ascolta il nastro contenente le proprie origini, anticipando Kenzo, Grimmer e Ranke, i quali apprendono che la cosa che Johan temeva di più era dimenticarsi di Anna. I tre non riescono ad ascoltare la registrazione oltre poiché Johan vi ha caricato sopra un nuovo messaggio, in cui dice a Tenma di sapere finalmente dove dover andare. |                                      |                             |
| 12 | The Rose Mansion 「バラの屋敷」 - Bara no yashiki | 30 giugno 1999 ISBN 4-09-185272-6    | 9 settembre 2004            |
| 12 | Capitoli - 96. Una lunga vacanza (長い休暇?, Nagai kyūka) - 97. La banda dei piccoli detective (少年探偵団?, Shōnen tantei dan) - 98. La cosa più crudele al mondo (一番残酷なこと?, Ichiban zankoku na koto) - 99. La città di confine (国境の街?, Kokkyō no machi) - 100. La villa delle rose (バラの屋敷?, Bara no yashiki) - 101. La porta murata (開かずの扉?, Hiraka zu no tobira) - 102. Il lungo addio (長いお別れ?, Nagai o wakare) - 103. Alla ricerca di Helenka (ヘレンカを捜して?, Herenka o sagashi te) - 104. Quelli che restano (残された人々?, Nokosare ta hitobito) |                                      |                             |
| 12 | Trama Lunge si reca a Praga per svolgere ricerche su Bonaparta, del quale trova molti riferimenti ai gemelli e alla loro madre. L'ispettore trova Suk e ha poi una conversazione con Ranke, a cui rivela di aver scoperto la Villa delle Rose di Bonaparta dove morirono coloro che erano invischiati nei suoi esperimenti. Intanto, nel tentativo di provare l'innocenza di Grimmer, uno degli orfani viene rapito da Johan ma Kenzo e Grimmer riescono a salvarlo. Grimmer decide di addossarsi la colpa degli omicidi di Praga per poter scagionare Suk, e si separa così da Kenzo, il quale viene però arrestato per poi venir estradato in Germania. I suoi pazienti, Schuwald e altre persone in debito verso Tenma si mobilitano per aiutarlo. Anche Reichwein si mette in partenza con Eva al seguito, unica testimone della colpevolezza di Johan negli omicidi imputati a Kenzo. |                                      |                             |
| 13 | Escape 「脱走」 - Dassō | 29 febbraio 2000 ISBN 4-09-185273-4  | 14 ottobre 2004             |
| 13 | Capitoli - 105. La lettera d'amore del mostro (怪物のラブレター?, Kaibutsu no raburetā) - 106. L'evaso (脱獄囚?, Datsugoku shū) - 107. L'avvocato (弁護士?, Bengoshi) - 108. Il testimone oculare (目撃者?, Mokugeki sha) - 109. La decisione (決意?, Ketsui) - 110. I sandwich sporchi di terra (泥だらけのサンドイッチ?, Doro darake no sandoitchi) - 111. Helene e Gustav (ヘレーネとグスタフ?, Herēne to Gusutafu) - 112. L'evasione (脱走?, Dassō) - 113. La stanza 402 (４０２号室?, 402 gō shitsu) |                                      |                             |
| 13 | Trama A Praga Suk è scagionato da ogni accusa e Lunge scopre che Bonaparta finì per innamorarsi della madre dei gemelli. Estradato in Germania, Kenzo divide la cella con Milch, esperto di evasioni. Accetta di essere il suo avvocato Fritz Wardemann, il cui padre venne condannato per spionaggio per poi essere riabilitato dopo la morte; da allora, egli si batte per difendere gli innocenti. Tuttavia Eva non vuole testimoniare in favore di Kenzo, e il collega di Fritz, che si rivela essere Roberto, dice a Tenma di avere intenzione di ucciderla. Kenzo conferma allora le accuse di tutti gli omicidi imputatigli e approfitta del trasferimento in carcere per evadere e salvare Eva. Intanto Lunge fa visita a Wardemann, dicendogli che suo padre incontrò Bonaparta nella Villa delle Rose rosse e del ruolo che questi aveva nella polizia segreta cecoslovacca. |                                      |                             |
| 14 | That Night 「あの日の夜」 - Ano hi no yoru | 30 giugno 2000 ISBN 4-09-185274-2    | 11 novembre 2004            |
| 14 | Capitoli - 114. Figlio di spia (スパイの子?, Supai no ko) - 115. Il viaggio senza fine (終わらない旅?, Owaranai tabi) - 116. Il marionettista (人形使い?, Ningyō zukai) - 117. I bambini degli incontri di lettura (朗読会の子供たち?, Rōdoku kai no kodomo-tachi) - 118. Quella notte (あの日の夜?, Ano hi no yoru) - 119. Ciò che ha visto Johan (ヨハンの見た風景?, Yohan no mi ta fūkei) - 120. Piacevoli ricordi (楽しい思い出?, Tanoshī omoide) - 121. Un lavoro schifoso (いやな仕事?, Iya na shigoto) - 122. Una cravatta terribile (最悪なネクタイ?, Saiaku na nekutai) |                                      |                             |
| 14 | Trama Pensando che sia in combutta con Roberto, Kenzo sequestra Fritz, il quale gli rivela di aver scoperto da tempo che suo padre era una spia. Tenma intuisce allora che Roberto gli si fosse avvicinato per impossessarsi del diario di suo padre ma senza riuscire a trovarlo. Wardemann lo cede dunque a Tenma, che si dirige a Praga per la resa dei conti. Qui Nina è da mesi in convalescenza per lo shock subito dopo esser tornata alla Villa delle Rose e aver ricordato la strage che vi ebbe luogo. Lei e Dieter sono ospitati e aiutati da Lipsky, che da bambino prese parte agli incontri di lettura tenuti da Bonaparta. Grazie a Lipsky, Nina si rende conto di quanto le opere di Bonaparta abbiano influenzato la psiche di Johan e rimembra che la notte in cui Johan uccise i Liebert, qualcuno aveva fatto visita alla loro casa. Intanto anche Johan giunge alla villa e le dà fuoco, facendo tornare alla luce decine di resti umani seppelliti. Dopo aver salutato Nina e Dieter, Lipsky riceve la visita di Lunge, che ha scoperto che l'uomo è figlio di Bonaparta. Prima di morire, Wolf fa convocare Tenma e gli rivela che Eva si trova coi due rimanenti capi dell'organizzazione che vogliono far esplodere la violenza. A Francoforte Eva ha ricevuto un incarico da uno di loro al termine del quale sarebbe però stata uccisa. La sua guardia del corpo, Martin, le si è tuttavia affezionato e la salva ma viene gravemente ferito. L'uomo si fa dunque condurre da Tenma per raccontargli a cosa ha assistito. |                                      |                             |
| 15 | The Door of Memory 「記憶の扉」 - Kioku no tobira | 30 ottobre 2000 ISBN 4-09-185275-0   | 10 dicembre 2004            |
| 15 | Capitoli - 123. La festa è finita (パーティー イズ オーバー?, Pātī izu ōbā) - 124. L'uomo che vide il diavolo (悪魔を見た男?, Akuma o mi ta otoko) - 125. L'amico del diavolo (悪魔の友だち?, Akuma no tomodachi) - 126. L'uomo che sapeva troppo (知りすぎた男?, Shirisugi ta otoko) - 127. Un triste ritrovarsi (悲しみの再会?, Kanashimi no saikai) - 128. La memoria di Nina (ニナの記憶朗?, Nina no kioku) - 129. I ricordi degli incontri di lettura (読会の思い出?, Rōdoku kai no omoide) - 130. La porta della memoria (記憶の扉?, Kioku no tobira) - 131. Una piacevole tavolata (楽しい食卓?, Tanoshī shokutaku) |                                      |                             |
| 15 | Trama In punto di morte Martin spiega a Tenma che l'incarico che Eva ha ricevuto da Petr Capek, il sopravvissuto della Villa delle Rose rosse, consisteva nell'indicare Johan a Capek e a un altro giovane che deve diventarne il discepolo. A Praga Nina rammenta che fu proprio Capek a trascinare Johan fino alla villa il giorno della strage. La ragazza e Dieter tornano da Reichwein, e Gillen la aiuta a recuperare gli ultimi frammenti di memoria. Nina parte allora per porre fine alla storia. Intanto, Wardemann e l'ispettore Suk interrogano alcuni partecipanti agli incontri di lettura, scoprendo che presentano alterazioni dei sentimenti. Fritz apprende anche che a quegli incontri suo padre cercò di mettere in salvo quei bambini. Mentre segue Capek, Kenzo si imbatte nella polizia e fuggendo viene investito da un'auto. Si prende cura di lui Milan Kolár, che lo ospita a casa e gli dice che sarà lui ad uccidere Petr Capek. |                                      |                             |
| 16 | Welcome Home 「おかえり」 - Okaeri | 28 febbraio 2001 ISBN 4-09-185276-9  | 13 gennaio 2005             |
| 16 | Capitoli - 132. (屋根の向こうまで?, Yane no mukō made) - 133. (友情の答え?, Yūjō no kotae) - 134. (タクシードライバー?, Takushī Doraibā) - 135. (無関係な殺人?, Mukankei na satsujin) - 136. (赤ん坊の憂うつ?, Akanbō no yūutsu) - 137. (恐怖の足音?, Kyōfu no ashioto) - 138. (ヨハンの足跡?, Yohan no ashiato) - 139. (殺し合い?, Koroshiai) - 140. (父さん母さん?, Tōsan-kāsan) - 141. (おかえり?, Okaeri) |                                      |                             |
| 16 | Trama Milan si sente responsabile delle azioni di Capek in quanto lo aiutò a venire in Germania ma il suo amico d'infanzia era ormai cambiato dopo il suo incontro con Bonaparta. Così Milan viene ucciso nel tentativo di assassinare Capek. Poco dopo "il Bambino" comunica a Petr i suoi timori di non avere sotto controllo ogni mossa di Johan, in seguito ad alcuni omicidi che questi ha commissionato per coprire gli scandali del suo discepolo Christof Sievernich, succeduto al defunto padre in qualità di uno dei quattro capi dell'organizzazione. L'assassinio del Bambino rende paranoico Capek, che si nasconde dopo aver ucciso la sua stessa guardia del corpo. Tuttavia Johan lo ha anticipato e gli chiede dove poter trovare Bonaparta. Altrove, Eva ferisce Christof per rimediare all'avergli fatto conoscere Johan ma il ragazzo le rivela che i due si conoscono dai tempi del massacro al 511, in quanto unici sopravvissuti. Kenzo salva Eva, e Christof gli comunica il luogo in cui Johan lo attende. Anche Nina giunge sul posto insieme a Capek, che racconta come i gemelli siano nati in seguito a un matrimonio pianificato da Bonaparta per far nascere individui con caratteristiche superiori. La loro madre, colma di odio per l'uomo, gli promise che i suoi figli l'avrebbero vendicata. Nina raggiunge il fratello per porre fine alla faccenda ma quando Johan le dice di aver assistito più volte alla fine del mondo, ella gli rivela che dopo la strage alla Villa delle Rose rosse fu lei e non lui a tornare a casa. |                                      |                             |
| 17 | I'm Home 「ただいま」 - Tada ima | 30 agosto 2001 ISBN 4-09-185277-7    | 10 febbraio 2005            |
| 17 | Capitoli - 142. Sono tornata (ただいま?, Tada ima) - 143. Il luogo dove andare (行くべきところ?, Iku beki tokoro) - 144. Ruhenheim (ルーエンハイム?, Rūenhaimu) - 145. Spari silenziosi (静かなる銃声?, Shizuka naru jūsei) - 146. La casa del vampiro (吸血鬼の家?, Kyūketsuki no ie) - 147. Il paese degli atroci dubbi (疑心暗鬼の町?, Gishinanki no machi) - 148. Suicidio completo (完全な自殺?, Kanzen na jisatsu) - 149. La casa silenziosa (安らぎの家?, Yasuragi no ie) - 150. Il paese del passato (殺戮の町?, Satsuriku no machi) - 151. Ricordi che non voglio dimenticare (忘れたくない記憶?, Wasure taku nai kioku) |                                      |                             |
| 17 | Trama Era stata Nina, e non Johan, a venir trascinata da Capek fino alla villa e ad assistere alla strage compiuta da Bonaparta, anche se i due gemelli finirono per convincersi del contrario. Scossi da questa rivelazione, Johan se ne va e Nina non riesce a ucciderlo. La ragazza tenta di suicidarsi ma viene salvata da Kenzo. Capek nota che a Nina è sfuggito un ricordo che invece Johan ha presente, ma l'uomo viene ucciso dalle sue stesse guardie del corpo per vendicare il loro compagno. Nina avvisa poi Tenma che Johan, in cerca di vendetta, ha intenzione di morire facendo ammazzare tra loro tutti gli abitanti del paese in cui Bonaparta è andato a passare la vecchiaia. Da Lipsky, Kenzo apprende che Lunge ha già individuato questo paese e vi si è diretto. Anche Grimmer vi è giunto per tentare di fermare la strage che sta per compiersi. Contattata da Johan, pure Nina parte con Gillen alla volta di Ruhenheim. Qui gli uomini di Johan, tra cui Roberto, fomentano l'isteria di massa distribuendo armi e uccidendo gli abitanti. Il proprietario dell'hotel sa di essere l'obiettivo di Johan, e Lunge e Grimmer gli dicono di sapere che egli è Franz Bonaparta e che si nascose per scappare da coloro che erano stati rovinati dalle sue idee. |                                      |                             |
| 18 | Scenery of the Doomsday 「終わりの風景」 - Owari no fūkei | 28 febbraio 2002 ISBN 4-0918-5278-5  | 17 marzo 2005               |
| 18 | Capitoli - 152. Il personaggio nato dalla fantasia (架空の人間?, Kakū no ningen) - 153. La fine delle ferie (休暇の終わり?, Kyūka no owari) - 154. L'urlo di Grimmer (グリマーの叫び?, Gurimā no sakebi) - 155. La furia del magnifico Steiner (超人シュタイナーの怒り?, Chōjin shutainā no ikari) - 156. L'uomo senza nome (名前のない男?, Namae no nai otoko) - 157. Quadri impossibili da disegnare (描けない絵?, Egake nai e) - 158. Non piangere (泣かないで?, Naka nai de) - 159. Il presagio finale (終わりの風景?, Owari no fūkei) - 160. Le persone in vita (命ある者たち?, Inochi aru mono-tachi) - 161. C'è un domani (明日はくる?, Ashita wa kuru) - 162. Il vero mostro (本当の怪物?, Hontō no kaibutsu) |                                      |                             |
| 18 | Trama Mentre si reca ad affrontare Roberto, Lunge incontra Tenma intento a salvare gli abitanti, e gli chiede scusa. Grimmer, colmo di rabbia per la strage, sconfigge gli uomini di Johan ma viene mortalmente ferito, riuscendo almeno a rincontrare Tenma e a recuperare le emozioni che pensava di aver perso. Bonaparta crolla in lacrime di fronte a questa scena, poi confessa di aver ucciso tutti coloro a conoscenza degli esperimenti eugenetici alla villa in quanto si era innamorato della madre dei gemelli e voleva nascondere tutte le prove della sua esistenza, e che fu lui a fare visita ai Liebert la notte in cui Johan li uccise. Intanto Roberto e Lunge si feriscono a vicenda e il primo si rivela forse essere Adolf Reinhart, l'amico d'infanzia di Grimmer. Johan entra in scena per mettere fine alla vicenda e Bonaparta cerca di sparargli ma viene ucciso da Roberto, che muore per le ferite ricevute da Lunge. Giunta sul posto, Nina perdona Johan ma il giovane è intenzionato a morire e viene colpito in testa da una pallottola. Con l'arrivo dei soccorsi, Nina e Lunge convincono Tenma a salvare nuovamente la vita a Johan. Dopo qualche tempo i vari personaggi tornano alla loro vita. Come richiestogli da Kenzo, Heckel scopre che la madre dei gemelli si trova in Francia e il dottore va ad incontrarla. Tenma va a trovare Johan, ancora in coma, e ha un dialogo con lui che è forse un'allucinazione. Il dottore poi se ne va per partire con Medici senza frontiere e il finale inquadra il letto di Johan vuoto. |                                      |                             |